# Jane Segerblom
Jane Segerblom, född 20 december 1998 från Vetlanda, är sedan 2019 förbundsordförande för Ungdomens Nykterhetsförbund (UNF). 
2019–2023 var Jane Segerblom förbundsordförande för UNF tillsammans med Filip Nyman Mandatperioden 2023–2025 är Segerblom ensam förbundsordförande.   
På gymnasiet läste Jane Segerblom barn- och fritidsprogrammet med inriktning barnskötare och 2023 hade hon avklarat två år av förskollärarutbildningen.

## Medverkat
2019 nominerades Segerblom till Årets Unga Ledande Kvinna, och är suppleant för Centralförbundet för alkohol- och narkotikaupplysnings styrelse 2023-2024.  
Hon har även medverkat på podden “Vänliga Hälsningar Vetlanda Podden”, och Mänskliga Rättighetsdagarna 2022. Då pratade hon om alkoholreklam riktat mot ungdomar tillsammans med Frida Lind och Johanna Davén.